# Club de Remo Itsasoko Ama
El Club de Remo Itsasoko Ama es un club de remo de Santurce, fundado en los años sesenta que llamaron Itsasoko Ama en honor de la Virgen del Mar, patrona del barrio de pescadores de Mamariga, que se venera en la iglesia-ermita de dicho barrio.

## Palmarés
- 2 Liga ACT: 2020, 2021
- 3 Banderas GP Nervión.

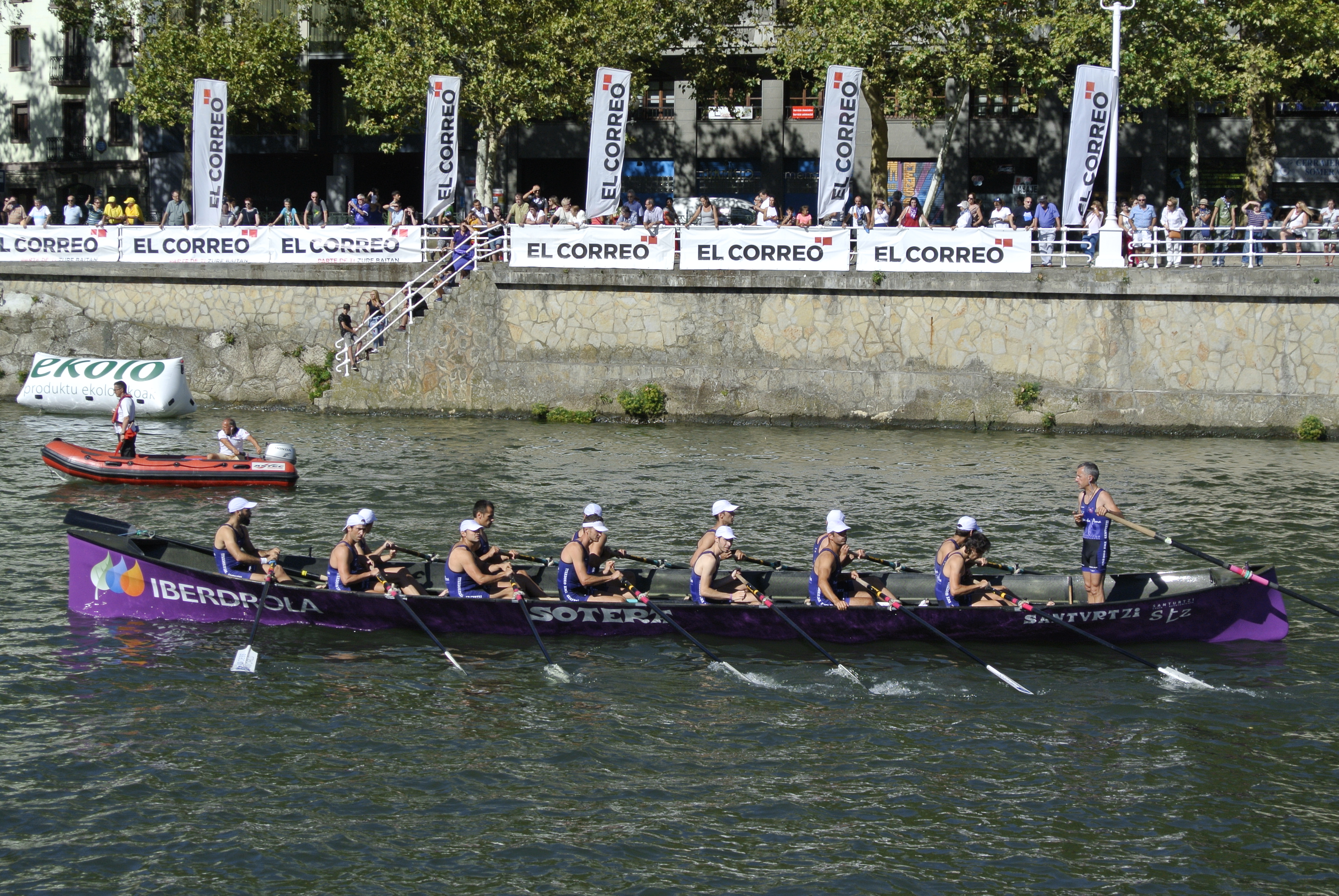
Trainera de Santurce en la regata Villa de Bilbao

- 1 Bandera Caja de Ahorros Municipal.
- 5 Banderas El Corte Inglés.
- 3 Banderas Ciudad de Castro Urdiales: 1977, 1979 y 1980.
- 5 Campeonatos de España de Traineras: 1977, 1979, 1980, 1985 y 2019 .
- 9 Campeonatos de Vizcaya de Traineras.
- 4 Banderas de la Concha: 1977, 1979, 1985 y 2021.
- 3 Banderas de Guecho: 1979, 1987 y 1988.
- 1 Bandera de Santander: 1979.
- 1 Bandera de Laredo: 1978.
- 4 Banderas de Zarauz: 1979, 1980, 1981 y 1985.
- 1 Trofeo Portus Amanus: 1979.
- 1 Bandera Villa de Bilbao: 2005.
- 1 Bandera de Santoña: 1980.
- 1 Gran Premio de Astillero: 1980.
- 1 Bandera Marina de Cudeyo: 1981.
- 1 Bandera Sustraiak Juegos de Euskadi.
- 6 Banderas de Santurce: 1983, 1985, 2002, 2010, 2017 y 2021.
- 5 Banderas de Portugalete: 1986, 1987, 1989, 1996 y 2000.
- 1 Bandera de Deusto.
- 2 Banderas Teresa Herrera: 1988
- 6 Banderas de Erandio: 1988, 1989, 1993, 1994.
- 1 Bandera de la Diputación Foral.
- 1 Bandera Travesía Lequeitio-Ondárroa.
- 1 Bandera de Bermeo.
- 1 Bandera de Zumaya: 1994.
- 1 Bandera de Lequeitio.
- 1 Bandera de Ondárroa: 1993.
- 1 Bandera Babcock Wilcox (Sestao).
- 1 Bandera de Hernani.
- 1 Bandera de Baiona.
- 1 Bandera de Fuenterrabía (Timn).
- 1 Bandera Campen Liga Vasca B.
- 1 Bandera Descenso de Castro.
- 1 Bandera Descenso de Deusto, Memorial Jon Sasieta.
- 1 Bandera San Andrés (Castro).
- 1 Bandera Fiesta del Besugo: 2010.
- 3 Campeonatos de Vizcaya de Bateles.
- 16 Campeonatos del País Vasco de Bateles.
- 5 Campeonatos de España de Bateles: .
- 4 Campeonatos de Vizcaya de Trainerillas.
- 2 Campeonatos del País Vasco de Trainerillas.
- 2 Banderas Campen Liga Trainerillas de Vizcaya.
- 1 Regata Clasificatoria Bandera Castro Urdiales.
- 2 Banderas de la Cruz Roja (Castro-Urdiales): 1980 y 1983.
- 1 Trofeo Regata de Traineras Ibilaldia.
- 1 Trofeo Descenso Traineras de Deusto.
- 1 Trofeo Descenso del Nervión (Bilbao).
- 2 Banderas Cidade da Coruña: 2020 y 2021.

- Datos: Q3066944
- Multimedia: Itsasoko Ama Arraun Elkartea / Q3066944